# 尚泰中央世界购物中心

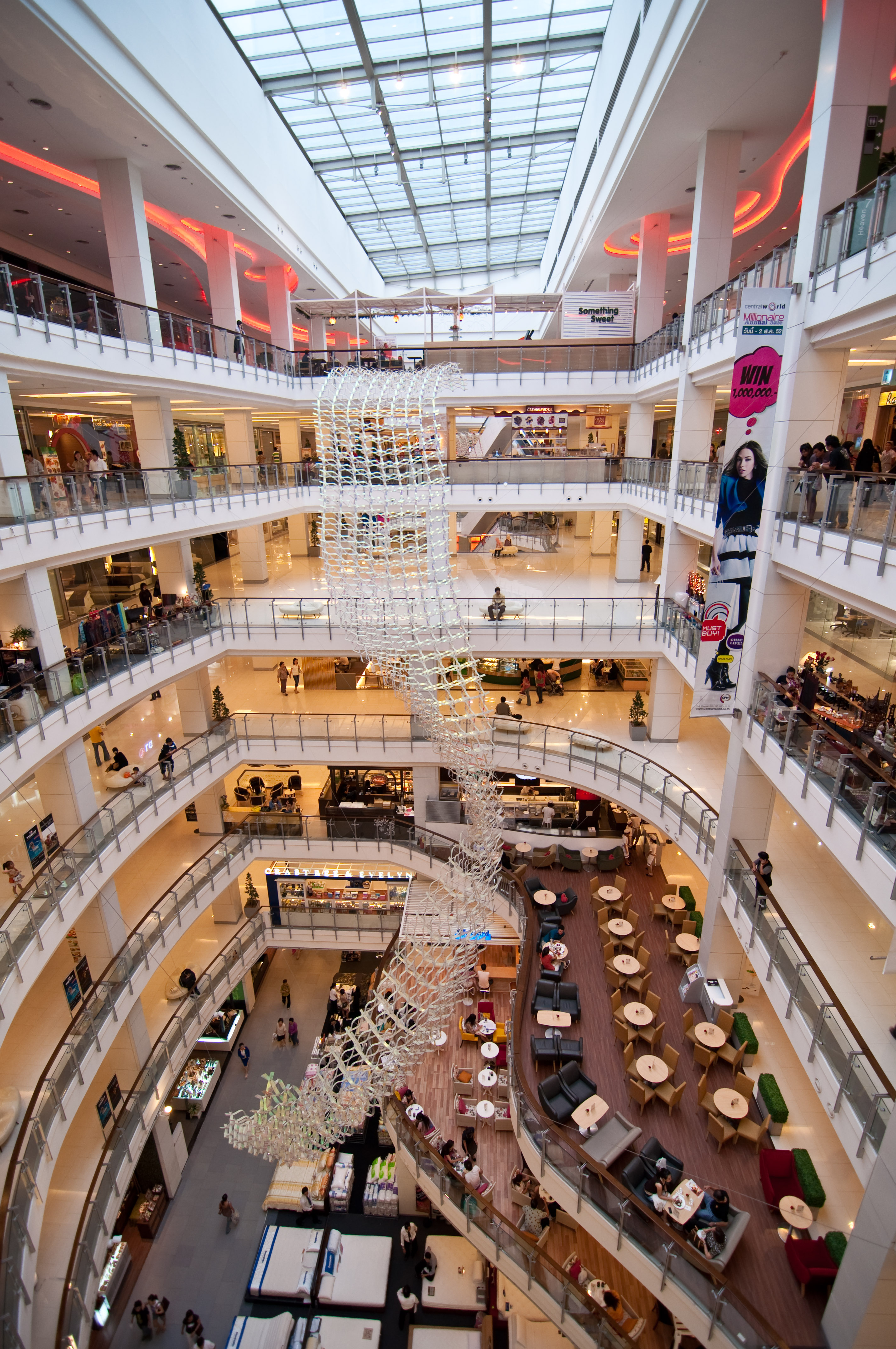
尚泰中央世界购物中心中庭（2009年），到2017年翻新後，3樓中庭位置被填平

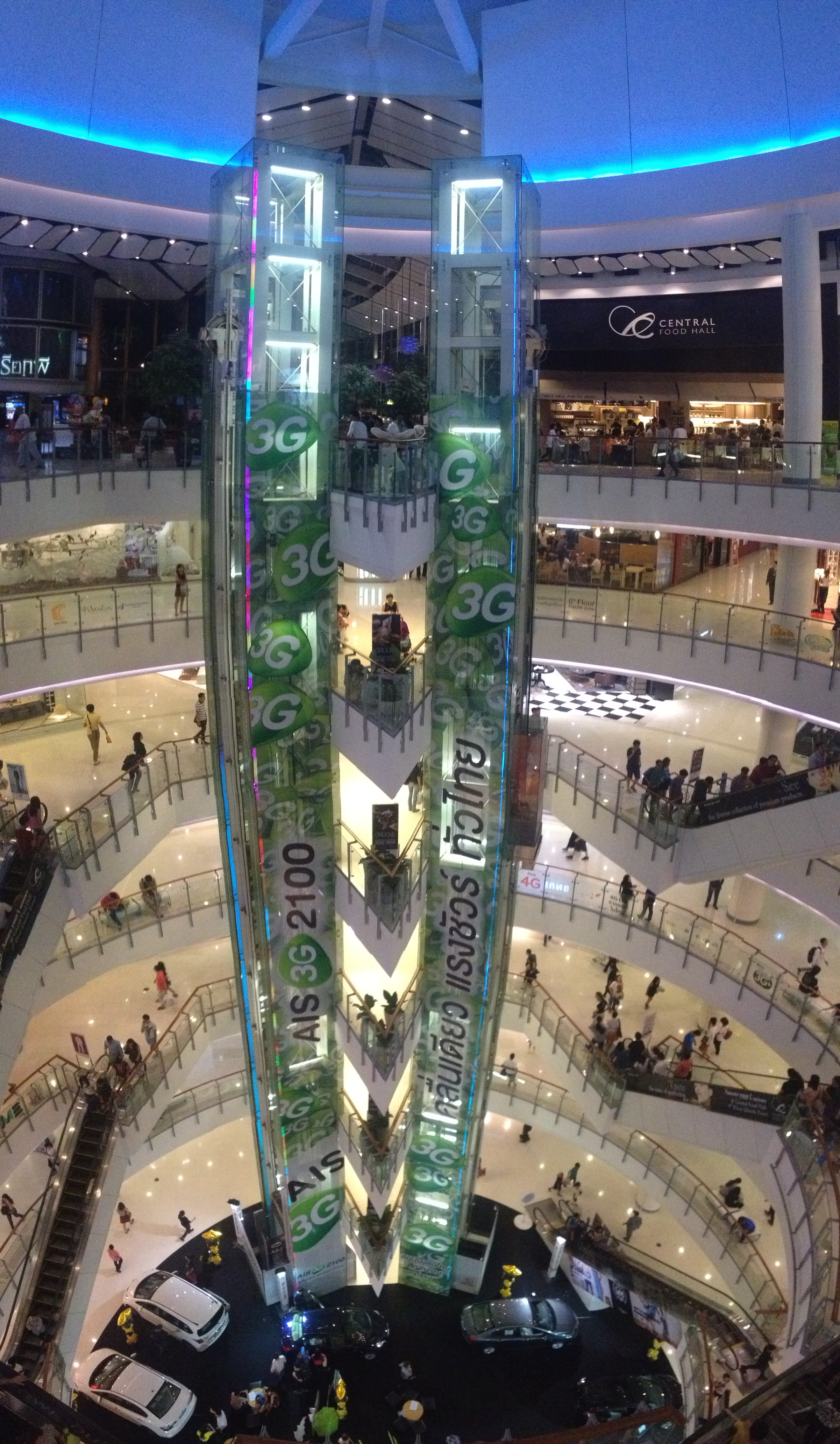
Central Dome（2014年）

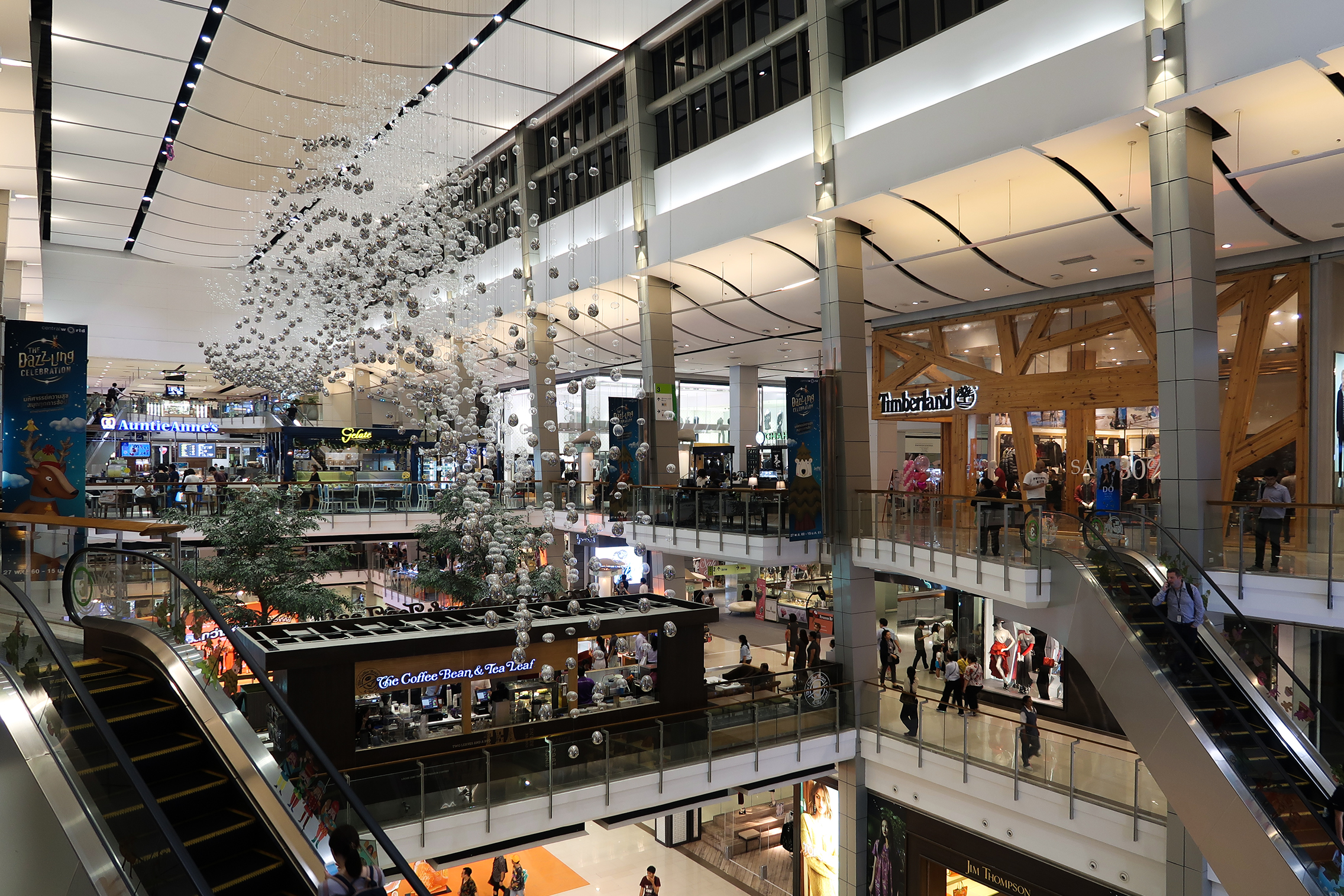
尚泰中央世界购物中心中庭1（2018年）

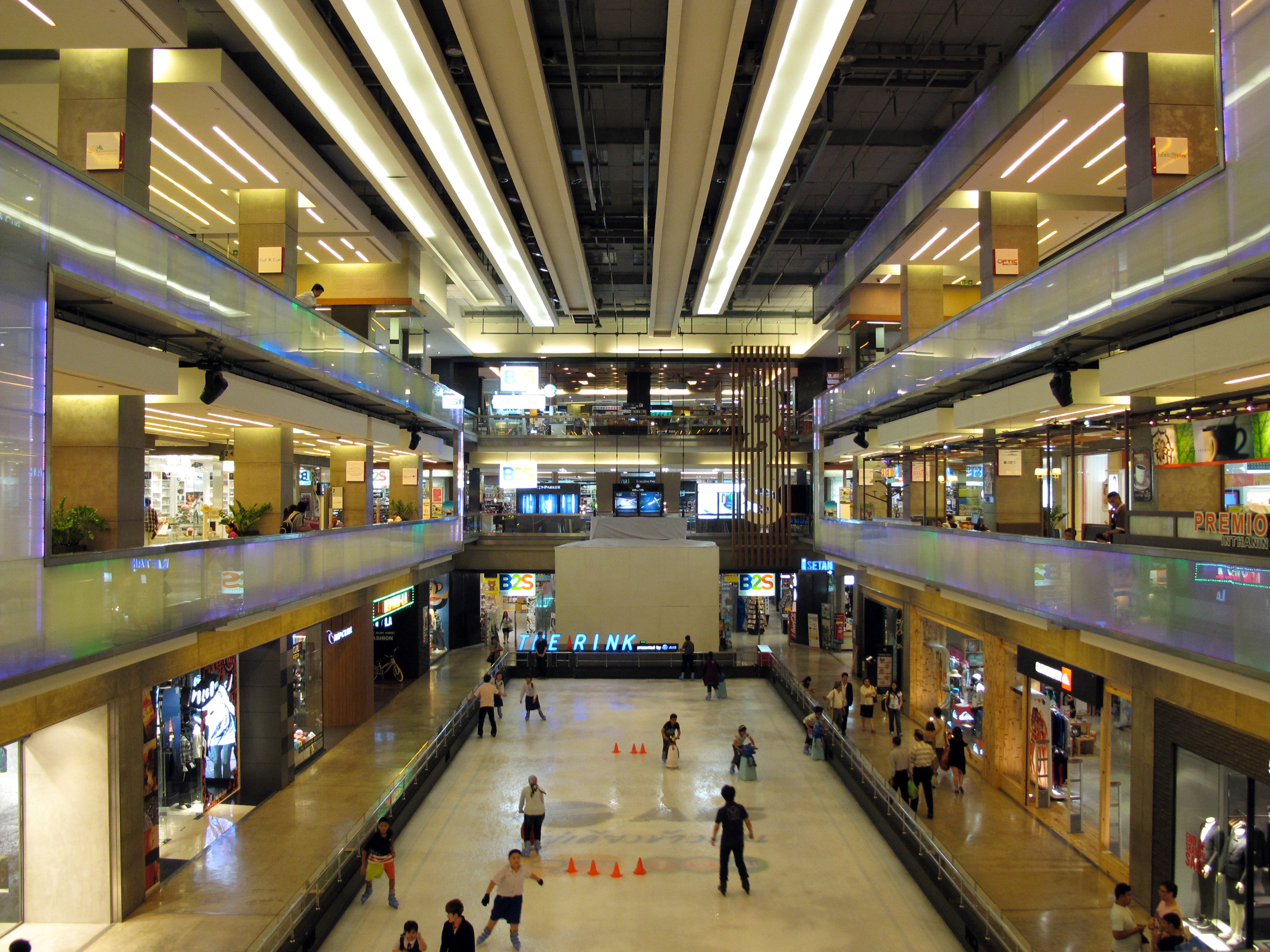
溜冰場The Rink（2011年）

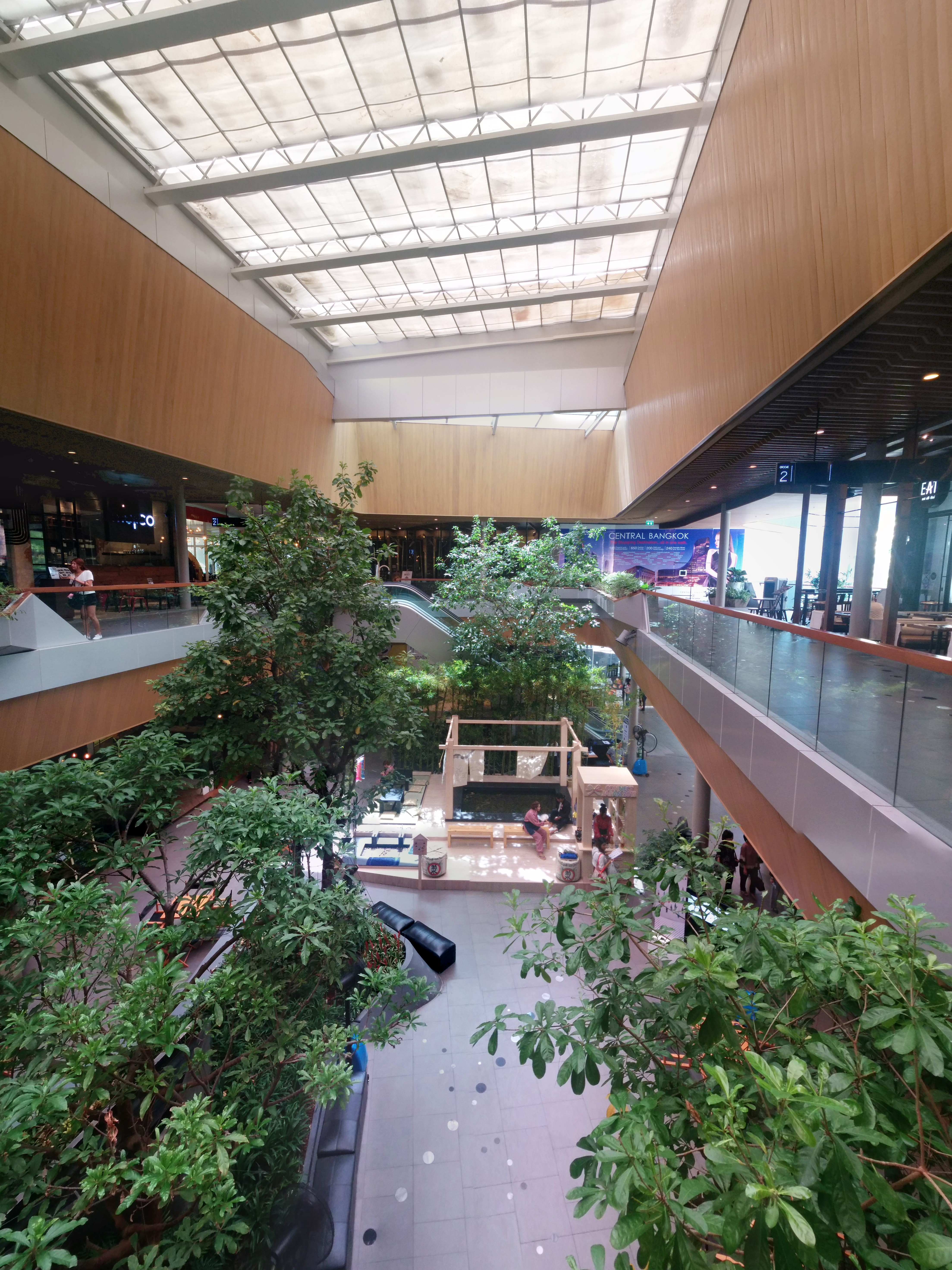
2014年加建的Groove @ Central World，設多間知名餐廳

尚泰中央世界购物中心位於泰國的首都曼谷的巴吞旺縣之拉瑪一世路與叻察丹里路。它是一個飯店及辦公樓、購物及娛樂綜合商場。從2003年起，經過三年的設計及改造，把原本的一個舊商場擴建成面積高達550,000平方公呎的購物中心及1,024,000平方公呎的綜合大廈，並在2006年7月21日開幕，規模已超越附近的暹罗百丽宫。

## 設施
- 中央世界廣場：號稱曼谷最大的戶外活動廣場，面積為8,000平方公呎，每年都舉行新年倒數。它有400個噴嘴的音樂噴泉，每天可接待100,000人。
- 中央世界大道：六車道的馬路，聯繫拍喃一路及叻猜南蒂路。
- SF World Cinema：位於7樓，共有15間放映室，包括800個座位的世界最大屏幕劇院。通常用作一些泰國電影首映禮。
- TK Park：位於8樓，政府為了推行創業工業而創立，內有圖書館，網吧，劇場工作館等（每周一休息）
- 曼谷會議及展覽中心：2009年第一季開業。
- 5星級飯店：佔地17,000平方公呎，22層高。2007年7月開業。

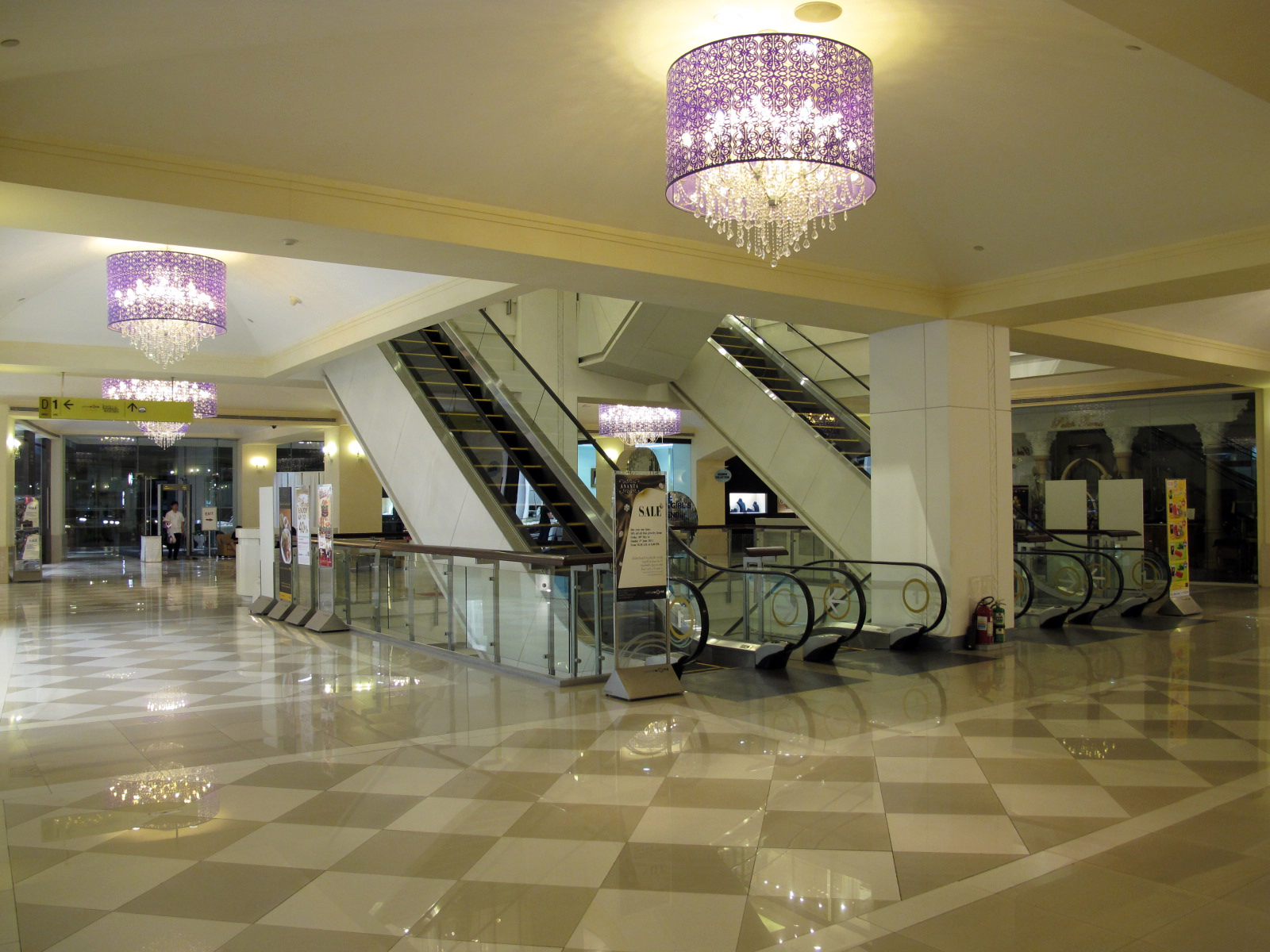
1樓鐘錶珠寶區（2011年）
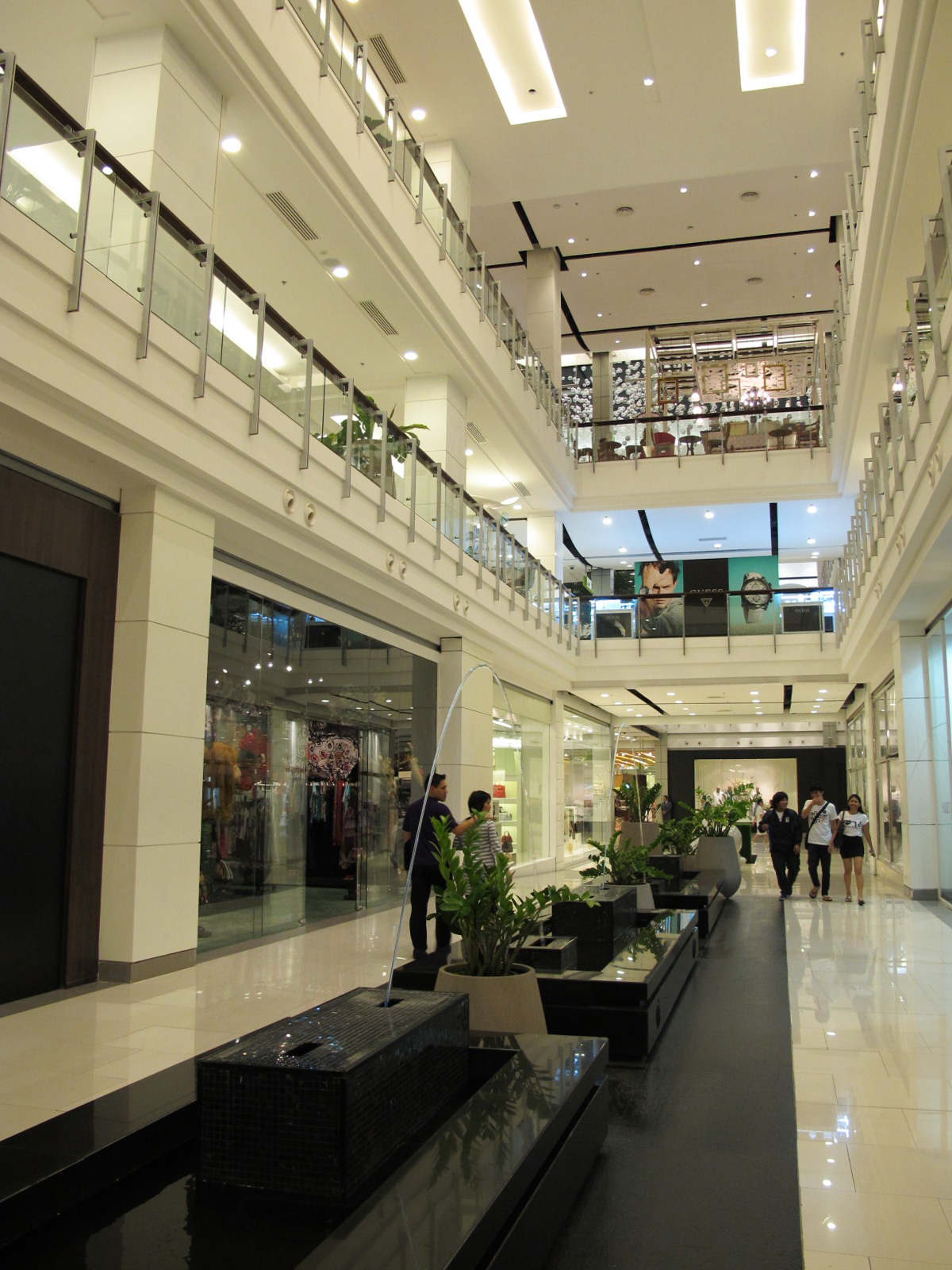
1樓跳躍噴泉（2011年）
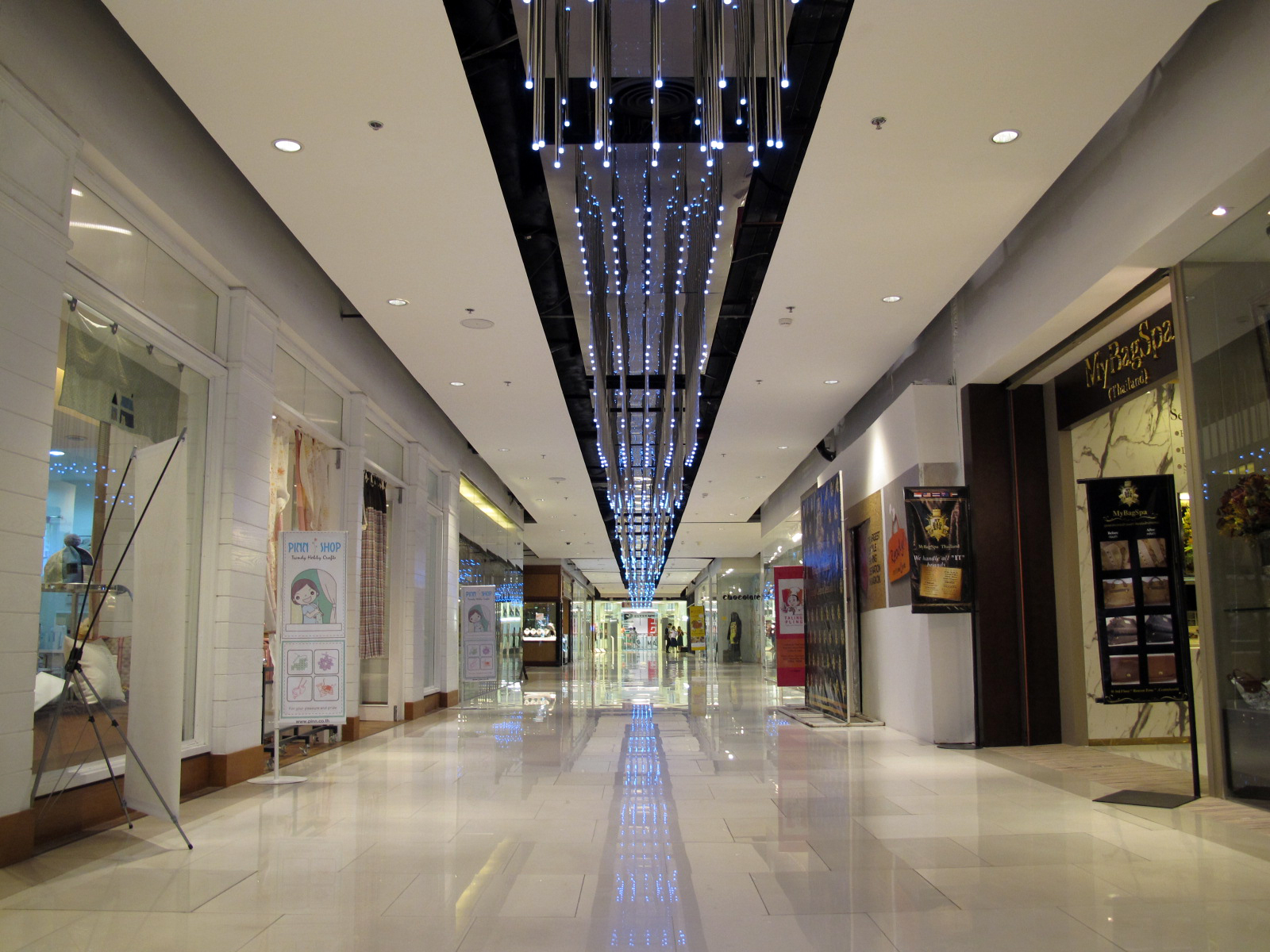
3樓商店（2011年）
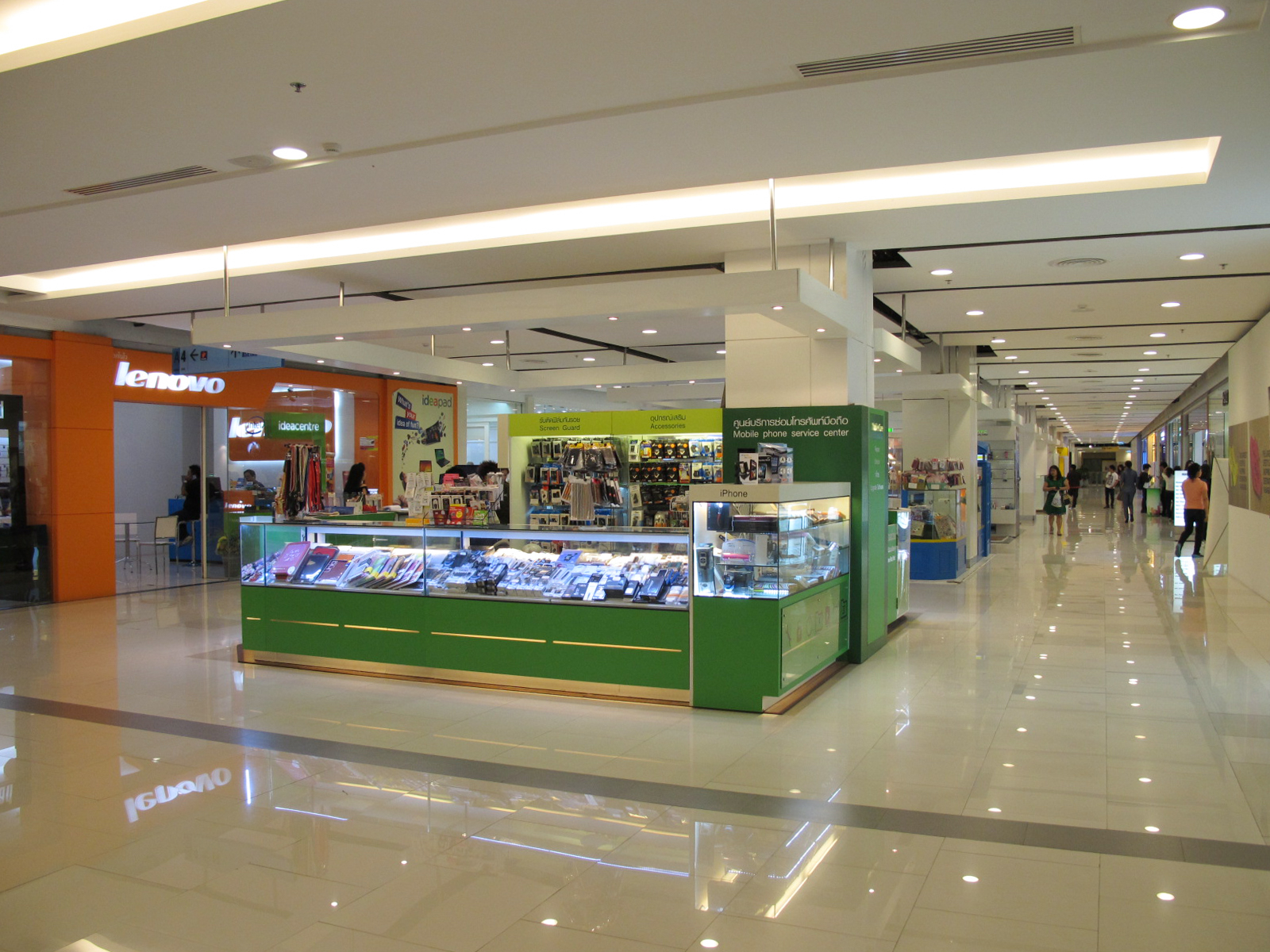
4樓Zone B 商店（2011年）
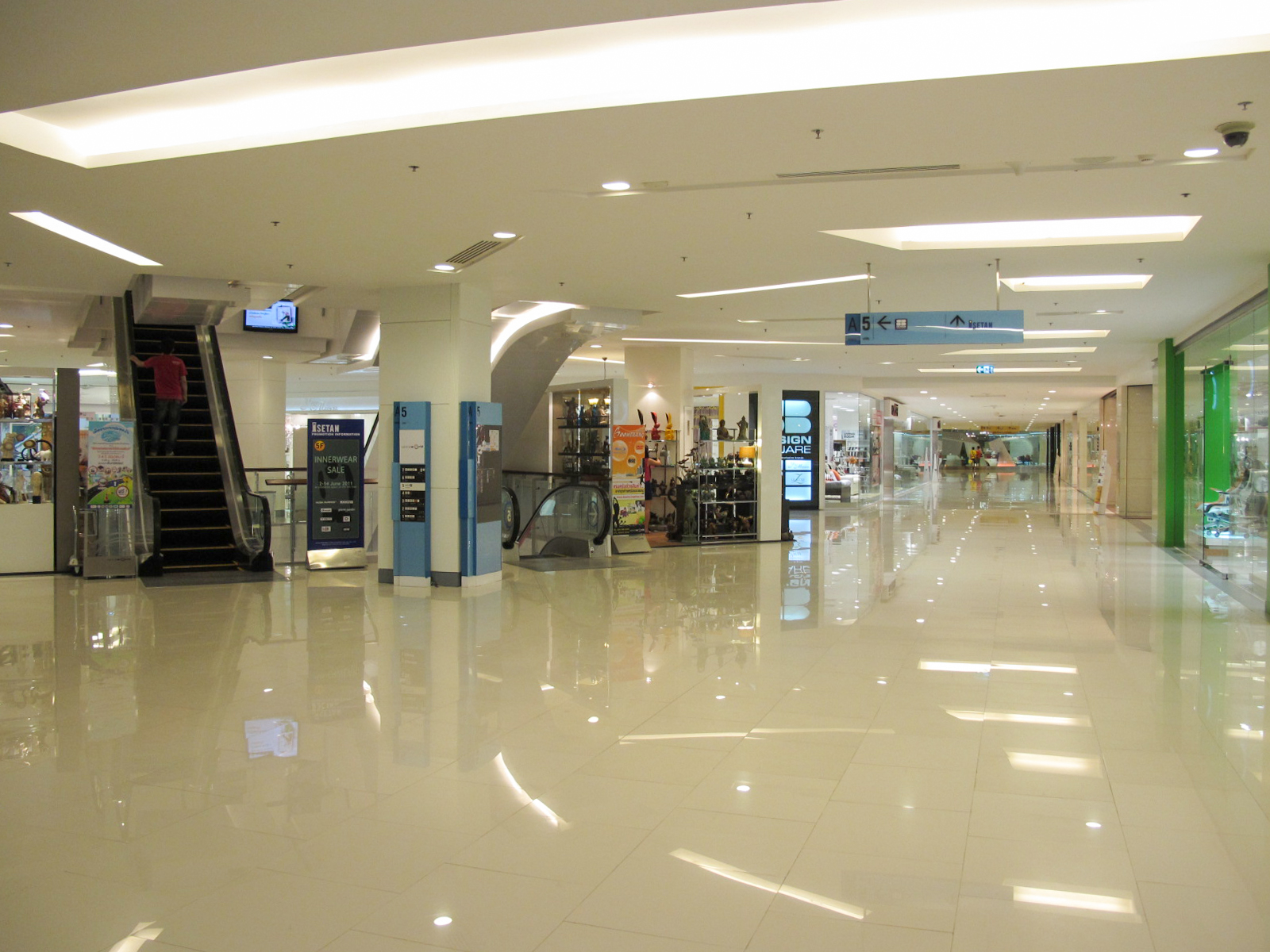
5樓Zone A 商店（2011年）
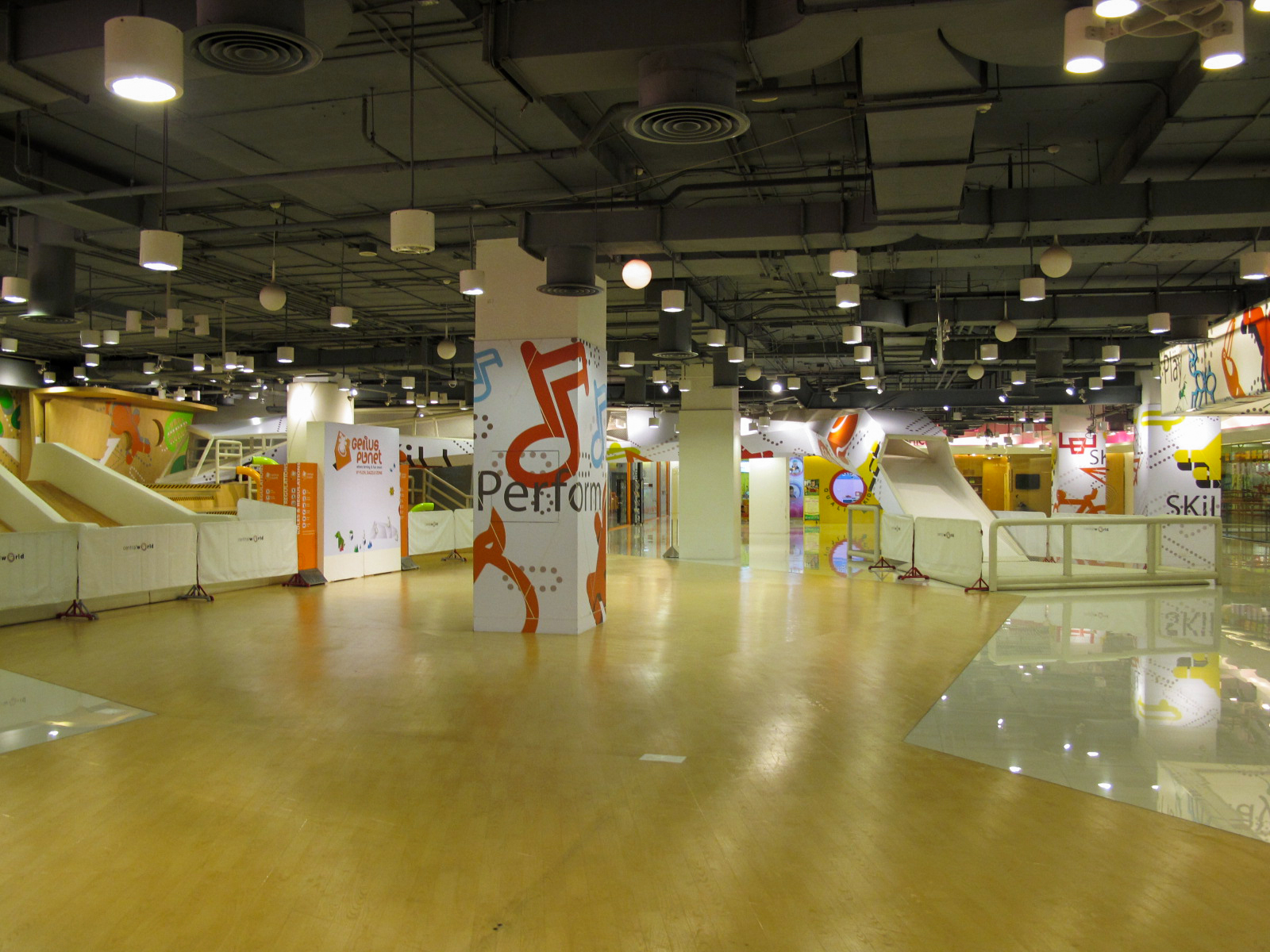
6樓Zone C Genius Planet（2011年）
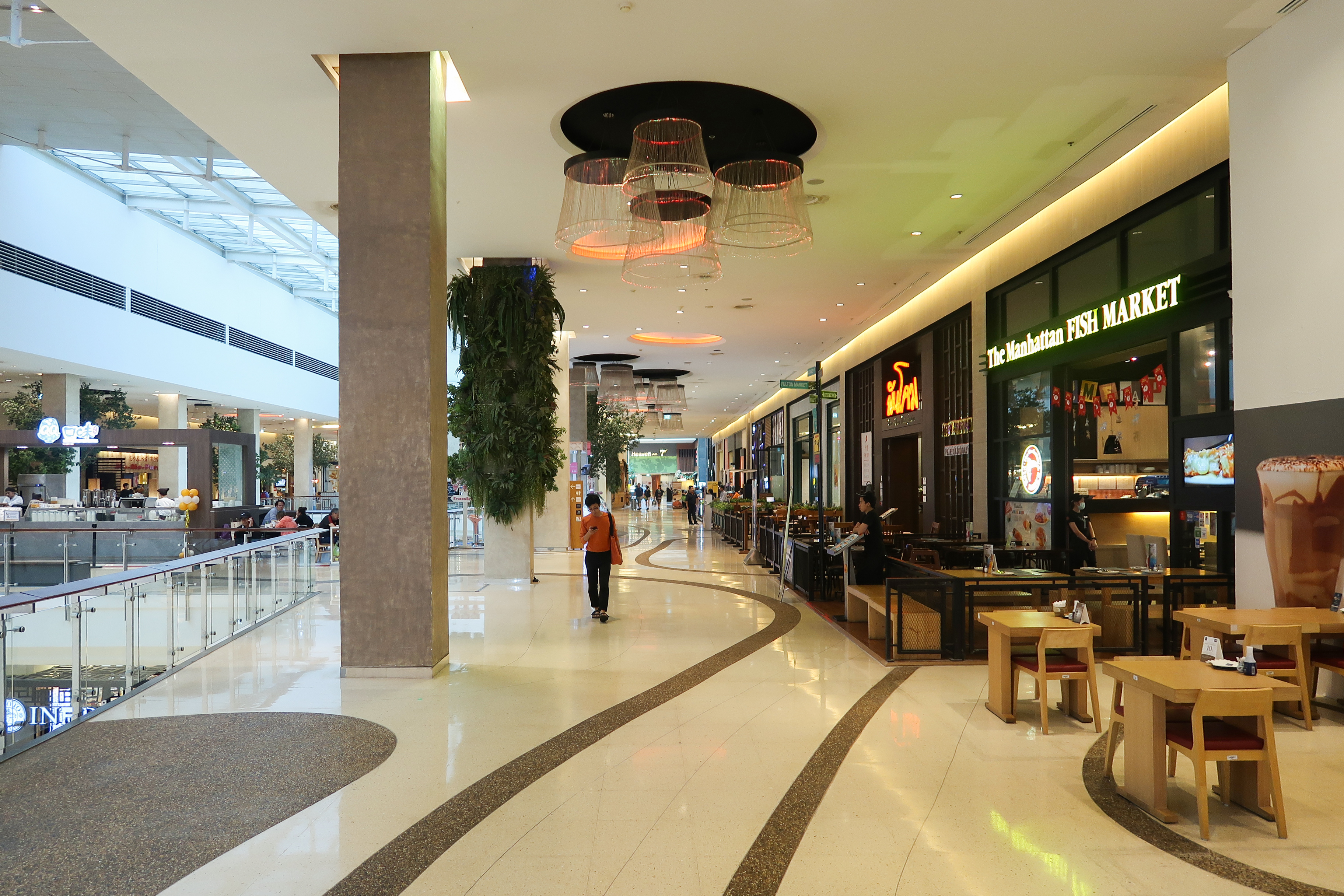
7樓餐廳
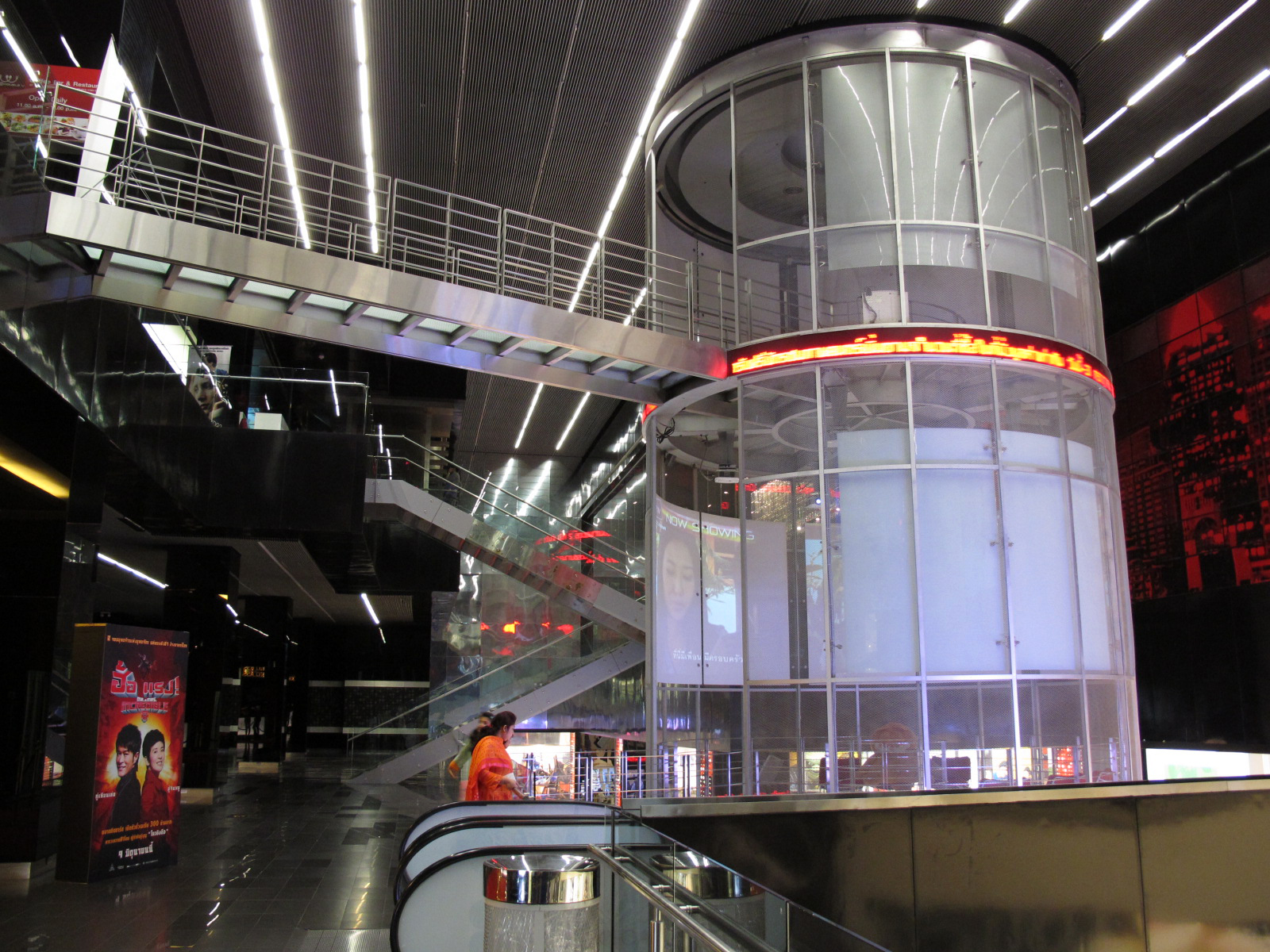
7樓SF World Cinema
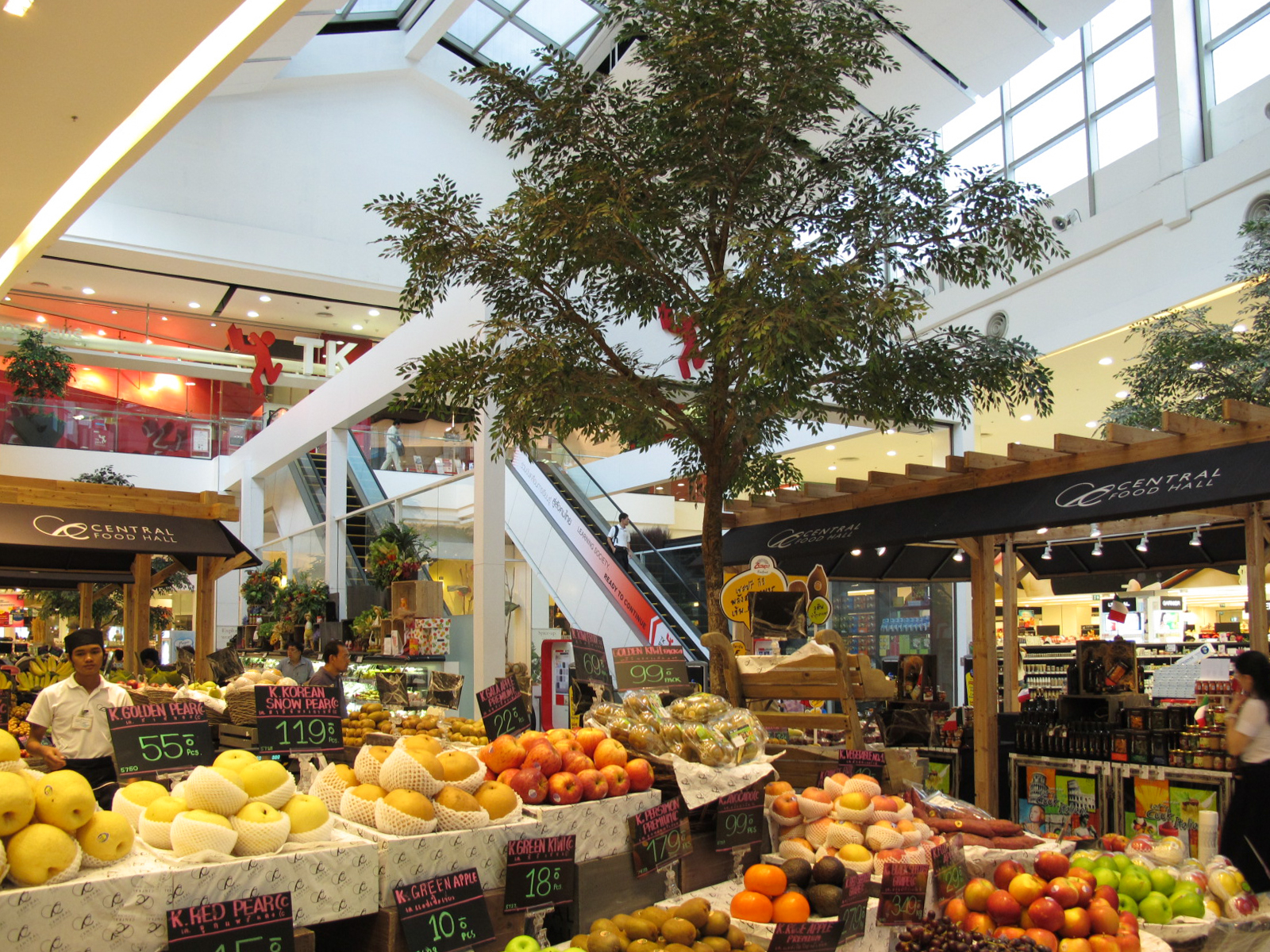
7樓Central Food Hall超級市場

## 翻新工程
自2006年後，尚泰中央世界购物中心到2016年第3季起進行翻新工程，包括將部分中庭位置填平用作零售用途、增建電梯中庭方便上落和將各樓層部分商店改成開放式設計。翻新工程將在2018年第3季完成。

## 遭破壞
2010年5月19日下午，早已因局勢不穩而關門的中央世界商場被反政府示威者縱火焚燒，首3層陷入火海，由於當局擔心在現場附近的示威者發動襲擊，因此起初並無派消防員到場灌救，致火勢一發不可收拾， ZEN百貨範圍結構嚴重受損，接近倒塌狀態。直至晚上，當局才派出900名士兵及警員，護送消防員到場撲救。翌日大火被撲熄，中央世界三份一面積被焚毀倒塌，修復工程持續四個月，到2010年9月完成，並於9月28日重開。ZEN百貨在2012年1月6日正式重開。

## 公共交通
- 曼谷大眾運輸系統，BTS捷運電車，暹羅車站或七隆車站。
- 渡船：步行至水門渡船頭約5位鐘。

## 資料來源
1. ↑  Annual Report 2011，第253頁.
2. 1 2 3  Annual Report 2011，第55頁.
3. ↑  Form 56-1 2011，第20頁.
4. ↑  Annual Report 2011，第48頁.
5. ↑  HONG KONG EXPRESS | CENTARA | CENTRAL PATTANA BOARDING PASS PRIVILEGES | 登机牌特权 （页面存档备份，存于），Central World網站，2023年4月28日
6. ↑  
曼谷Central World商場被縱火接近倒塌[]，商業電台，2010年5月19日 22:34 (UTC+8)
7. ↑  泰友營. . 2012-01  [2018-01-25]. （原始内容存档于2021-10-20）.

## 外部連結
- 中央世界商業中心的官方網站